# Patrick Nasmyth

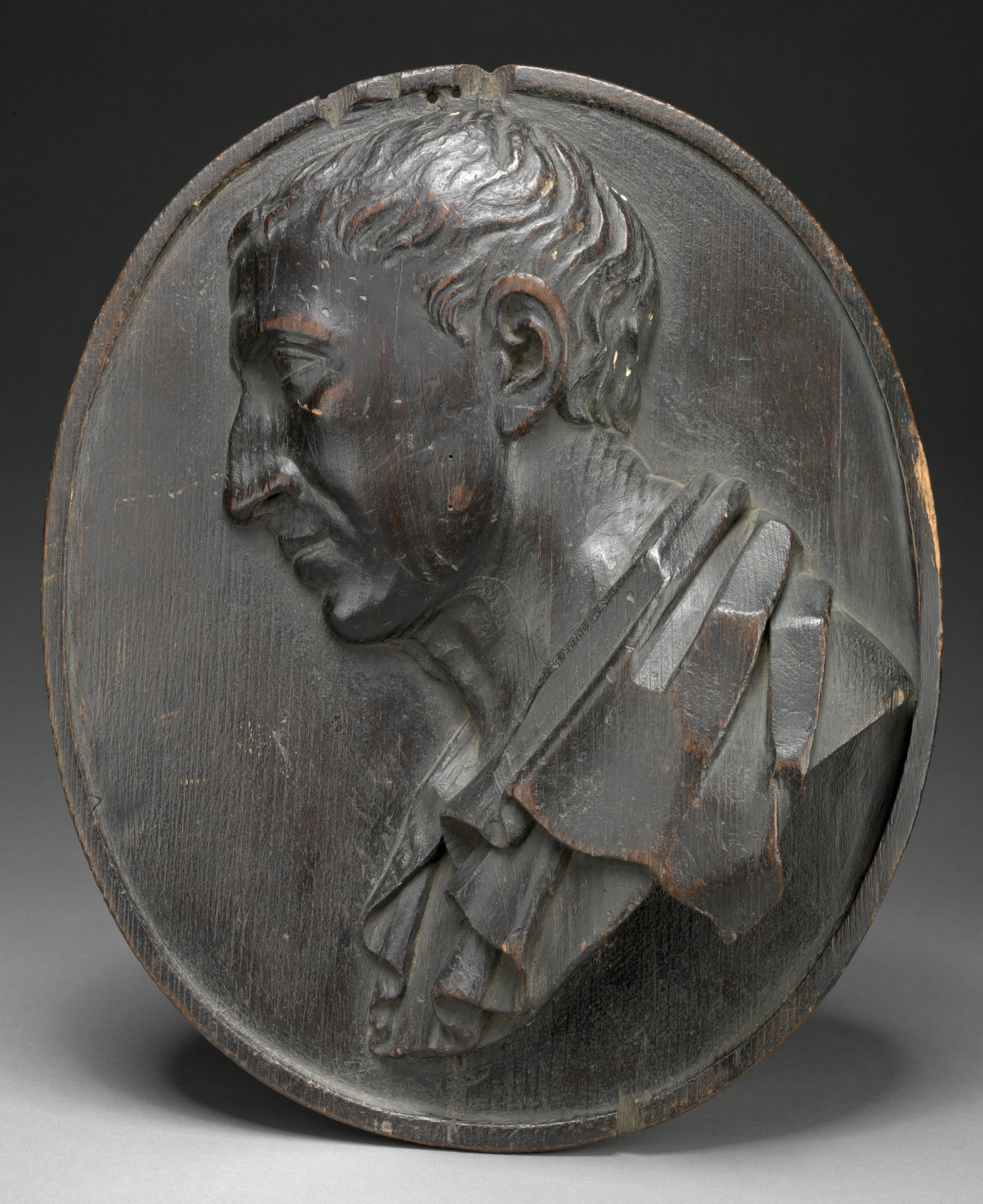
Patrick Nasmyth, självporträtt.

Patrick Nasmyth, född den 7 januari 1787 i Edinburgh, död den 17 augusti 1831 i London, var en skotsk målare. Han var son till Alexander Nasmyth och bror till James Nasmyth.
Nasmyth målade dels skotska utsikter, dels motiv från Londons utkanter och blev kallad "Englands Hobbema". Hans landskap är enkla i ämnena, men mycket detaljerade i utförandet och av kraftig verkan. Han är representerad i National Gallery och Tate Gallery.